# Heterusia dispilata
Heterusia dispilata là một loài bướm đêm trong họ Geometridae.